# Дарканбаев, Темирбай Байбусынович
Темирба́й Байбусы́нович Дарканба́ев (каз. Темірбай Байбосынұлы Дарқанбаев; 1910—1987) — биохимик, доктор биологических наук (1953), профессор (1953), академик АН Казахской ССР (1958), заслуженный деятель науки Казахской ССР (1954). Член КПСС с 1941 года.

## Биография
Происходит из рода кыпшак Среднего жуза.
Окончил Московский государственный университет в 1936 году. В 1936-1937 годах работал преподавателем в Казахском государственном университете имени С. М. Кирова.
В 1938-1941 годах — аспирант Института биологии АН СССР, в 1941-1943 годах — старший научный сотрудник лаборатории биохимии Казахского филиала АН СССР, в 1943—1946 — проректор, в 1946-1970 годах — заведующий кафедрой, в 1955-1961 годах — ректор КазГУ имени С. М. Кирова.
В 1972-1983 годах — член президиума, академик-секретарь отделения биологических наук АН Казахской ССР.
В 1983-1986 годах — заведующий лабораторией Института молекулярной биологии и биохимии АН Казахской ССР.
Автор более 230 научных трудов (в том числе 2 монографии и 2 учебника), имел 2 авторских свидетельства. Основные научные труды посвящены изучению биохимии зерновых культур, исследованию белков, углеводов, ферментов, витаминов, минерального состава зерна пшеницы.
Депутат Верховного Совета Казахской ССР 4-5-го созывов. Награждён орденом Ленина, другими орденами и медалями.

## Награды
- Орден Ленина.
- Орден Трудового Красного Знамени.
- 2x Орден «Знак Почёта».
- Почетными грамотами Верховного Совета КазССР.

## Сочинения
- Дарканбаев Т. Б. Биохимическая характеристика яровых пшениц Казахстана в связи с их технологическими качествами. — Алма-Ата, 1955.
- Дарканбаев Т. Б. Микробиология және вирусология негіздері. — Алма-Ата, 1976 (Основы микробиологии и вирусологии).
- Дарканбаев Т. Б. Минеральный состав пшениц Казахстана. — Алма-Ата, 1976.